# Federigo Sicuteri

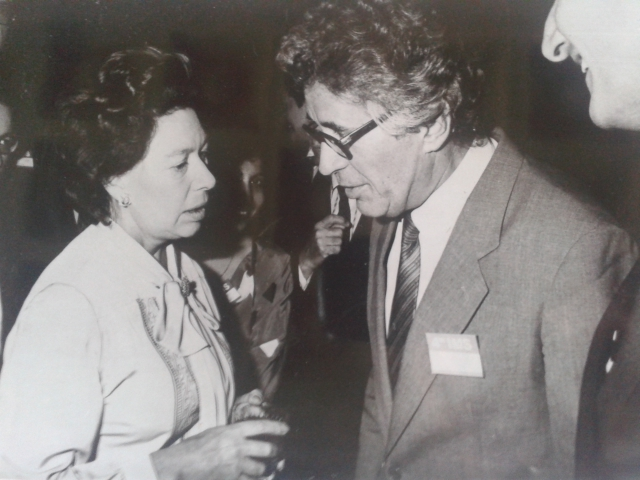
Federigo Sicuteri e Margaret contessa di Snowdon e principessa d'Inghilterra

Federigo Sicuteri (Borgo San Lorenzo, 13 aprile 1923 – Fiesole, 31 marzo 2003) è stato un medico italiano.

## Biografia
Laureatosi in Medicina e Chirurgia all'Università di Firenze nel 1945. Nel 1949, visto il suo interesse in questo ancora sconosciuto settore, venne invitato a fondare un'Unità Operativa per il soccorso alle donne che lamentavano violenti mal di testa. In quegli anni non esisteva alcun centro che si occupasse di cefalea.
Ha fondato e diretto a Firenze il primo Centro Cefalee in Europa, secondo nel mondo dopo quello di Harold Wolff in USA.
Nel 1954 il Centro cefalee venne ufficialmente riconosciuto quale servizio permanente. Questa Struttura verrà, negli anni 80, affiancata da un Centro Interuniversitario, parimenti voluto da Federigo Sicuteri e da lui diretto sino a quando, già professore emerito, ne diviene direttore scientifico.
La sua produzione scientifica resta così a livelli molto elevati per numero e qualità sino alla sua morte, avvenuta nel 2003.
Volle continuare una florida linea di ricerche a dispetto dei disagi economici del paese e, insieme a Maria Nicolodi, diede vita a Firenze alla Fondazione Sicuteri Nicolodi  “Prevenzione e terapia dei Dolori Primari e delle Cefalee Primarie”, tuttora attiva..
Ha fatto parte del CNR – Gruppi Finalizzato Chimica Fine 2 e FATMA.
Fondatore della Società per lo Studio delle Cefalee (SISC), venne eletto Presidente per due volte. Federigo Sicuteri è stato il primo italiano ad esser stato chiamato a presiedere l'International Headache Society (IHS). Fu tra i membri fondatori della Società Svedese per la ricerca sulle cefalee e della società Americana per la ricerca sulle cefalee (AHS). Il Professor Sicuteri ha organizzato a Firenze i Congressi Mondiali 'Headache 80' e 'Florence Headache 87', che riflettevano le fasi durante le quali l'emicrania acquisì una base moderna e una comunità multidisciplinare in grado di lavorare per portare sollievo ai pazienti.
Ha fatto parto del comitato redazionale di riviste scientifiche, peer-reviewed, internazionali quali: "Cephalalgia" (USA-Sweden), Headache (USA), l' "International Journal of Clinical Pharmacological Research" (Swiss)" e Journal of Headache and Pain (Italia).
Ha raccolto riconoscimenti in Italia e all'estero.

### La Teoria Serotoninica dell'Emicrania
All'inizio degli anni '60 Federigo Sicuteri introduce i farmaci serotonergici per la terapia della cefalea. Stila la “Teoria Serotoninica” dell'emicrania, prendendo a fondamento le alterazioni dei valori della serotonina, dei metaboliti della serotonina stessa, nei cefalalgici.
Seguendo tale teoria, vengono poi messe in luce le connessioni del sistema serotonergico con le vie ad aminoacidi eccitatori e con l'acetilcolina, tutti trasmettitori rilevanti nella genesi e nel controllo del dolore.

### Cefalea come Malattia: la Teoria Centrale del Dolore
Con la "Teoria Serotoninica", Federigo Sicuteri introduce il concetto di "Cefalea come Malattia" a sé stante e dovuta ad un'alterazione dell'equilibrio tra i sistemi di difesa dal dolore e quelli di trasmissione del segnale dolore.

### Federigo Sicuteri e la Fibromialgia
Federigo Sicuteri individuò negli anni '60 la figura della sindrome dolorosa ora nota come Fibromialgia. La denominò "Panalgesia" (pan=tutto, algesia=dolorabilità) e sottopose questa figura nosologica al Collegio della IASP, che riconobbe dignità di malattia a tale condizione, ma la ribattezzò col nome anglofono di "Fibromyalgia", traducibile in italiano come Fibromialgia.
Federigo Sicuteri ne aveva già messo in luce l'origine con sperimentazioni sull'animale.
Il meccanismo d'origine è stato definito come serotonergico ed NMDA relato.

## Dicono di lui
- “Sicuteri sta alle cefalee, come la Ferrari sta alle auto” Jhon Edmeads[3]
- “Sicuteri ci ha fatto capire il significato di far ricerca” Kenneth Michael Welch[3]
- “ … Federigo Sicuteri ha cambiato la vita di innumerevoli persone” D. Price[3]

## Premi e riconoscimenti
- Premio della Società Italiana di Medicina Interna, 1961
- Premio Marzotto per la Medicina, 1965
- Premio "Harold Wolff" della Società Americana per lo studio delle Cefalee, 1966
- The Golden Guinness-Premio Internazionale della Comunità europea per malattie sociali, 1979
- Premio dell’ambito del Congresso della Società Internazionale per lo studio delle Cefalee, 1981
- Premio UCM, 1990
- Premio alla carriera, 1999

## Opere
Federigo Sicuteri ha redatto più di 1000 pubblicazioni
- F. Sicuteri, Cefalee In clinica medica, Gentilini P (ed)  UTET , Roma, 1984
- M. Nicolodi, F. Sicuteri,  Farmacologia clinica e terapia delle cefalee idiopatiche, in Trattato di Farmacologia Clinica e Chemioterapia, III ediz P Periti et al (eds) ,Roma: UTET, 1995
- F. Sicuteri, M. Nicolodi, Le cefalee, Enciclopedia del corpo, Treccani , 1997[12]
- F. Sicuteri, M. Nicolodi,  Le cefalee In Bartoli - Gensini - Laffi - Lucivero – Trimarco, Idelson  (eds) –Gnocchi, 2003
- Hypotensive peptides, in cooperazione con Erdos E. e Back N., Springer Verlag , New 1966
- Clinical Studies in Headache F. Sicuteri in Series AP Firedman Karger- Basl, 1970
- Kinins Plenum Press, New York, 1976
- Pain versus man  in collaborazione con L. Terenius, L. Vecchiet, CA Maggi, M. Nicolodi, M. Alessandri
- Migraine and opiate abstinence - proposal for common clues, in cooperazione con GL Gessa, e M. Nicolodi, Bioscence Edioprint , Geneva 1995